# Talegalla cuvieri
Talegalla cuvieri е вид птица от семейство Megapodiidae.

## Разпространение
Видът е разпространен в Индонезия.